# Emery Molyneux
Pour les articles homonymes, voir Molyneux.
Emery Molyneux, mort en juin 1598, était un fabricant de globes, d'instruments mathématiques et d'armes de l'époque élisabéthaine. Ses globes terrestres et célestes, présentés pour la première fois en 1592, furent à la fois les premiers créés en Angleterre et les premiers fabriqués par un Anglais.
Molyneux était connu comme mathématicien et fabricant d'instruments mathématiques tels que sabliers et boussoles. Il devint familier avec nombre d'hommes éminents de l'époque comme l'écrivain Richard Hakluyt et les mathématiciens Robert Hues et Edward Wright. Il connut également les explorateurs Thomas Cavendish, Francis Drake, Walter Raleigh et John Davis. Davis a probablement présenté Molyneux à son propre patron, le marchand londonien William Sanderson, qui finança largement la construction des globes. Une fois achevés, ceux-ci ont été présentés à la reine Élisabeth Ire d'Angleterre. Les globes les plus grands furent achetés par la royauté, des nobles et des institutions académiques, tandis que les plus petits étaient vendus comme instruments de navigation à des navigateurs ou des étudiants. Ces globes furent les premiers conçus pour résister à l'humidité de la mer, et ils furent généralisés sur les navires.
Molyneux émigra à Amsterdam avec sa femme en 1596 ou 1597. Il réussit à intéresser les États généraux, parlement des Provinces-Unies, à un canon de son invention, mais il mourut brutalement en juin 1598, apparemment dans la pauvreté. La fabrication anglaise de globes s'éteignit avec lui.
Seulement six de ses globes ont été conservés. Ils se trouvent en Angleterre, avec notamment une paire constituée d'un globe terrestre et d'un globe céleste propriété de Middle Temple et exposée dans sa bibliothèque, tandis qu'un globe terrestre se trouve à Petworth House, située à Petworth, dans le Sussex de l'Ouest.

## Créateur de globes

### Débuts
Emery Molyneux est considéré comme le créateur des premiers globes terrestres et célestes en Angleterre et comme le premier fabricant anglais de globes. On sait peu de choses sur l'homme lui-même. Petruccio Ubaldini, un calligraphe, enlumineur et ambassadeur italien qui était en relation avec lui, disait qu'il était issu d'un « environnement familial humble et obscur ». Il semblerait qu'il fût le « Emery Molynox » présenté à la Worshipful Company of Stationers comme apprenti d'un certain William Cooke en octobre 1557. Dans les années 1580, il disposait d'un atelier à Lambeth, sur la rive sud de la Tamise, et se fit une réputation comme mathématicien et fabricant d'instruments mathématiques. Richard Polter, dans son livre The Pathway to Perfect Sayling (1605), mentionnait que Molyneux avait été un talentueux créateur de boussoles et sabliers.

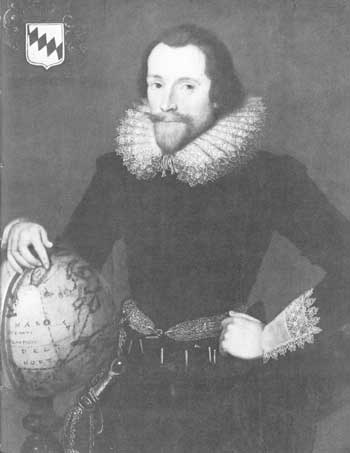
Portrait de Sir Walter Raleigh avec un globe, attribué à Federico Zuccari (1542/1543–1609)

Par son commerce, Molyneux était connu des explorateurs Thomas Cavendish, John Davis, Francis Drake et Walter Raleigh, de l'écrivain Richard Hakluyt, et des mathématiciens Robert Hues et Edward Wright. La création de globes par Molyneux semble lui avoir été suggéré par Davis à son mécène William Sanderson, marchand londonien décrit comme « l'un des plus munificents et patriotes parmi les princes-marchands de Londres de l'époque ». Sanderson accepta de supporter les coûts de fabrication, et finança le lancement de la production de globes en investissant un capital de 1000 livres (environ 160 000 livres de 2007).

#### Globes terrestres
Pour réaliser ses globes terrestres, Molyneux examina des « routiers » qui contiennent des instructions pour se diriger en mer, et des « pilotes », autrement dit des guides de navigation. On sait qu'il a donné un routier pour le Brésil et les Antilles à Thomas Harriot en 1590,. Des navigateurs et des mathématiciens lui apportèrent également aide et conseils. C'est ainsi que, par exemple, Walter Raleigh lui recommanda une légende en espagnol à propos des îles Salomon, et Molyneux la fit figurer sur le globe terrestre. Raleigh tenait l'information de Pedro Sarmiento de Gamboa, un explorateur galicien envoyé par Philippe II pour fortifier le détroit de Magellan après que Francis Drake l'eut passé. En 1584, l'Espagnol fut l'invité de Raleigh à Londres pour quelques semaines, lequel l'avait capturé alors que Sarmiento voyageait vers l'Europe.
Molyneux accompagna Francis Drake dans son tour du monde en 1577–1580. Comme Ubaldini l'a raconté, « il alla sur ces mers et sur ces côtes au service du même Drake ». Une légende en latin sur le globe terrestre expliquant pourquoi Molyneux s'était détourné des zones polaires et avait corrigé la distance entre le Lizard et le cap Race à Terre-Neuve, se terminait ainsi :

« Quod equide[m] effeci tu[m] ex meis navigationibus primo, tum deinceps ex felici illa sub clariss. Fran. Drako ad Indos Occident, expeditione, in qua non modo optimas quasqu[e] alioru[m] descriptiones, sed quidquid mea quantulacu[m]que, vel scie[n]ta vel experientia ad integru[m] hoc qui[n]quen[n]io pr[a]estare potuit, ad hujus operis perfectione[m] co[m]paravi... [J'ai pu réaliser ceci à la fois grâce à mes propres voyages et ensuite grâce au succès de l'expédition menée par le très illustre Francis Drake vers les Antilles, expédition dans laquelle j'ai mis non seulement toutes les meilleures descriptions des autres, mais aussi tout ce que mes propres connaissances et mon expérience ont pu fournir durant les cinq dernières années pour parfaire ce travail.] »

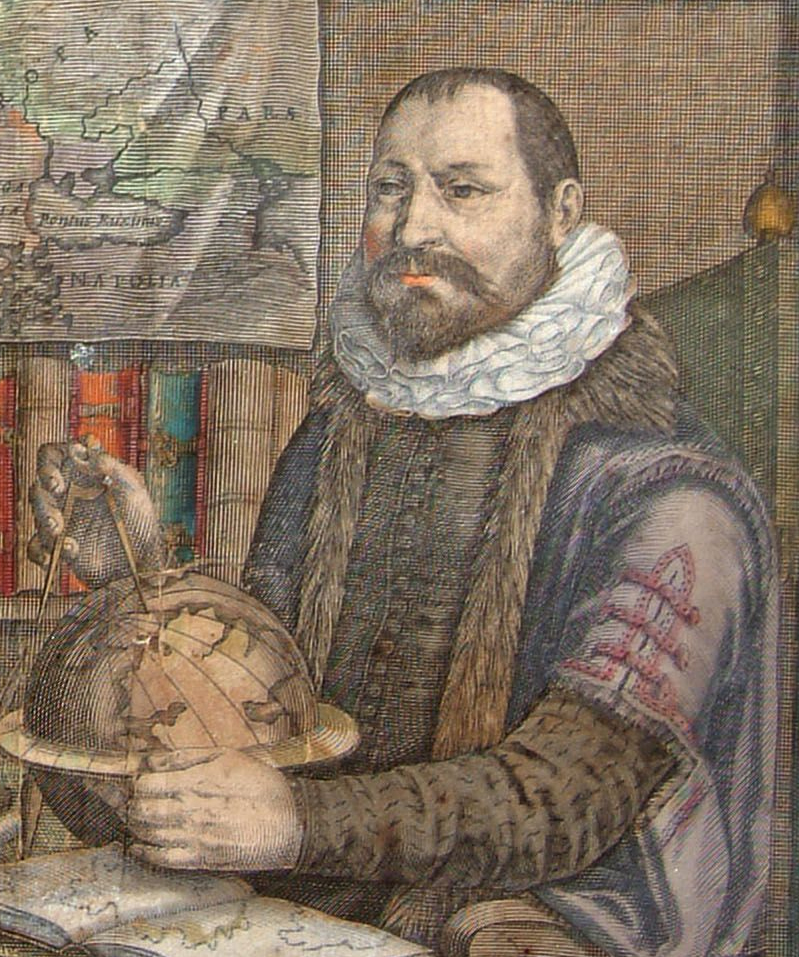
Portrait de Jodocus Hondius (1563–1612), le graveur et cartographe flamand qui imprima les segments des globes de Molyneux, tiré de Atlas or a Geographicke Description of the World (1636)

Sur le globe terrestre, le parcours des voyages autour du monde de Francis Drake et Thomas Cavendish sont respectivement représentés par des lignes rouge et bleue. Ces lignes ont été tracées lors de la fabrication du premier globe. Elles sont mentionnées dans une description des globes de Molyneux dans Blundeville His Exercises (1594), de Thomas Blundeville, un gentilhomme qui était également un étudiant en astronomie et navigateur enthousiaste. Thomas Cavendish semble avoir aidé Molyneux dans la conception de ses globes, et il est possible que Molyneux l'ait accompagné dans son voyage autour du monde débuté en 1587 et dont le retour en Angleterre eut lieu le 9 septembre 1588. En 1889, Sir Clements Markham, un explorateur, écrivain et géographe anglais, remarqua une légende en latin sur le globe terrestre, au large des côtes de Patagonie, disant : « Thomas Caundish 18 Dec. 1587 hæc terra sub nostris oculis primum obtulit sub latitud 47 cujus seu admodum salubris Incolæ maturi ex parte proceri sunt gigantes et vasti magnitudinis ». Cependant, Helen Wallis, ancienne conservatrice des cartes à la British Library, fit observer en 1951 que c'était peu probable, car Molyneux a mal placé le trajet de Cavendish dans l'archipel malaisien. Elle suggéra néanmoins qu'une autre légende sur le globe pouvait indiquer qu'il avait accompagnait au moins un si ce n'est tous les voyages de John Davis.
Le mathématicien et cartographe Edward Wright aida Molyneux à placer les traits de côte sur le globe terrestre et traduisit certaines légendes en latin. Le 10 avril 1591, l'astrologue et médecin Simon Forman visita l'atelier de Molyneux et apprit à ce dernier comment déterminer la longitude. Il semble qu'après avoir préparé à la main les quartiers (segments de planisphère qui servent à couvrir les globes), Molyneux les fit imprimer par le célèbre graveur et cartographe flamand Jodocus Hondius, qui vécut à Londres de 1584 à 1593 en raison des persécutions religieuses que connaissait la Flandre. Une phrase présente sur le globe céleste au niveau des armoiries de Sanderson (« Iodocus Hon: / dius Flan. sc. / 1592 ») ainsi qu'une dédicace à la reine datée de 1592 le confirment. Par ailleurs le nom de Molyneux apparaît dans cette phrase présente sur le globe terrestre de Middle Temple : « Emerius Mulleneux Angl.' / sumptibus Gulielmi— / Sandersoni Londinē: / sis descripsit » (« Emery Molyneux d'Angleterre, à la charge de William Sanderson de Londres, décrivit ceci »).

#### Globes célestes
Le globe céleste de Molyneux était une copie du globe de Mercator de 1551, lui-même basé sur un globe de 1537 réalisé par Gemma Frisius avec l'aide de Mercator. Aux constellations du globe de Mercator, Molyneux ajouta la Croix du Sud et le Triangle austral, un peu trop à l'ouest de leurs positions réelles. Sa source aurait été la carte du ciel antarctique d'Andrea Corsali en 1550.
Les globes de Molyneux furent les premiers à être fabriqués de telle manière qu'ils résistent à l'humidité de l'air marin. Ils étaient faits en une pâte à base de farine, matériau inhabituel pour l'époque. Simon Forman observa que la technique de moulage de Molyneux était « la seule manière de mouler n'importe quelle chose en lui donnant une forme parfaite... et c'est la plus parfaite et la plus authentique manière de toutes les manières... et ce fut la manière qu'employa Molyneux pour mouler la farine dans la même forme »,.

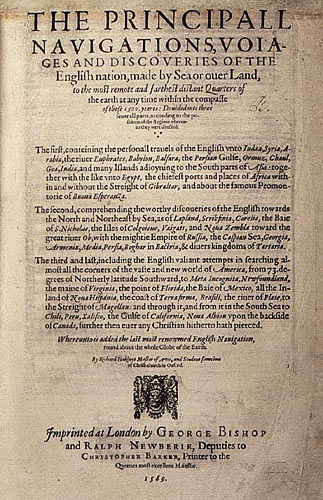
Page de garde de l'ouvrage de Richard Hakluyt The Principall Navigations, Voiages and Discoveries of the English Nation (1589), qui annonçait la prochaine publication du globe terrestre de Molyneux.

### Diffusion des globes
En 1589, Richard Hakluyt annonça la publication à venir du globe terrestre de Molyneux à la fin de la préface de The Principall Navigations, Voiages and Discoveries of the English Nation. À propos de la carte qu'il avait insérée dans son livre, une reproduction du Typus Orbis Terrarum gravé par Franciscus Hogenberg pour le Theatrum Orbis Terrarum d'Abraham Ortelius (1570), il écrit :

« Je me suis seulement contenté d'insérer dans l'ouvrage l'une des plus belles cartes générales du monde, jusqu'à la sortie d'un très grand et plus exact globe terrestre, conçu et révisé en tenant compte des plus nouvelles, secrètes et récentes découvertes, tant espagnoles que portugaises et anglaises, réalisé par M. Emery Molyneux de Lambeth, un gentilhomme rare dans sa profession, installé depuis plusieurs années et largement soutenu par la bourse et les libéralités du révéré marchand M. William Sanderson. »

Ubaldini rendit compte au duc de Milan des progrès apportés par Molyneux à la fabrication des globes. Il était présent à Greenwich en juillet 1591 lorsque Molyneux présenta une paire de globes manuscrits à Élisabeth Ire. Ubaldini nota « [qu']il lui donna le globe pour qu'elle puisse voir d'un regard quelle part du monde elle pourrait contrôler grâce à ses forces navale ». D'après Wallis, les globes imprimés, qui faisaient 63 cm de diamètre et étaient les plus grands jamais réalisés jusqu'alors, furent publiés avec retard à la fin de 1592 ou au début de 1593. Sanderson organisa une réception dans sa maison de Newington Butts pour fêter la présentation de ces globes à la reine. Son fils William raconta plus tard qu'en recevant le globe terrestre, la reine dit : « la terre entière, voilà un cadeau pour un prince... », et en recevant le globe céleste elle ajouta : « tu me permets de rencontrer le Ciel également. Dieu me guide pour gouverner ma part de l'un pour que je puisse jouir d'une demeure dans l'autre. » Élisabeth Ire vit ainsi dans la sphère armillaire et dans le globe terrestre, qui portait au niveau de l'Amérique du Nord le blason royal,, les symboles de son empire et de sa mission spirituelle sur terre.

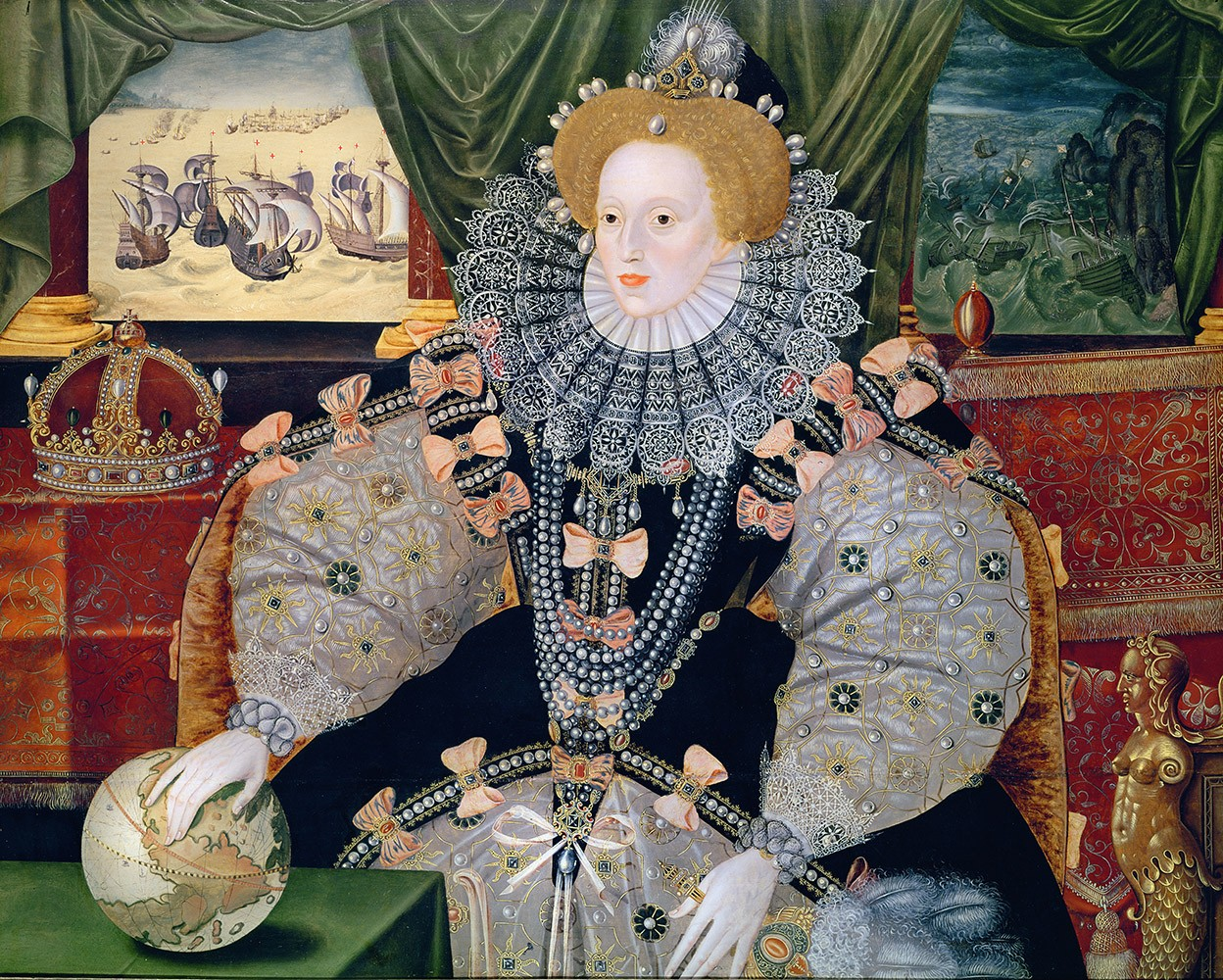
LArmada Portrait d'Élisabeth Ire (1588?) par George Gower à l'abbaye de Woburn. En haut à gauche, les navires anglais s'apprêtent à engager le combat contre la flotte espagnole, tandis qu'à droite les vaisseaux espagnols sombrent au cours d'une tempête. La main droite de la reine repose sur un globe au-dessous de la couronne d'Angleterre, et ses doigts couvrent les Amériques, ce qui a été interprété comme l'expression de la domination anglaise sur les mers et d'une ambition de conquête dans le Nouveau Monde.

Plusieurs traités furent publiés pour décrire les globes de Molyneux et donner des recommandations quant à leur utilisation. L'un d'eux, aujourd'hui perdu, a été écrit par Molyneux lui-même. Intitulé The Globes Celestial and Terrestrial Set Forth in Plano, il fut édité par Sanderson en 1592. La même année, Thomas Hood, un professeur de mathématiques installé à Londres qui avait écrit en 1590 sur l'usage des globes célestes, publia The Vse of Both the Globes, Celestiall and Terrestriall. Il fut suivi en 1594 par deux autres ouvrages, dont l'un était celui de Blundeville. L'autre, intitulé Tractatus de Globis et Eorum Usu (Traité sur les globes et leur usage), fut publié par le mathématicien Robert Hues. Ce livre connut au moins 13 éditions et fut traduit du latin en hollandais, anglais et français. En 1599, Edward Wright publia Certaine Errors in Navigation, qui incluait des commentaires sur l'utilisation des globes terrestres et célestes de Molyneux.
D'après Markham, « la présentation des globes fit naturellement sensation et souleva un grand intérêt pour ces accessoires aussi utiles aux étudiants qu'aux navigateurs ». Les globes les plus grands et prestigieux coûtaient plus de 20 livres pièce. Ils étaient destinés à la royauté, aux nobles et aux institutions académiques. Parmi les acheteurs se trouvaient Thomas Bodley et le directeur du All Souls College pour leur bibliothèque à Oxford. William Sanderson offrit aux universités d'Oxford et Cambridge une paire chacune. Le prédicateur public Thomas Laughton fit don d'un globe de Molyneux à la bibliothèque de la Shrewsbury School lors de son inauguration. Des globes plus petits furent également fabriqués, mais aucun n'est parvenu jusqu'à nous. Il est établi que Sanderson montra l'un d'eux à Robert Cecil en 1595, en même temps que le livre de Hues, Latin booke that teacheth the use of my great globes,. Conçus comme des aides à la pratique de la navigation, ils coûtaient à peine deux livres,.
Les globes permirent aux navigateurs et étudiants d'acquérir les méthodes pour déterminer la position du soleil, la latitude, les directions, les distances, les amplitudes, les azimuts, l'heure et la déclinaison. Ils se révélèrent si profitables à la navigation que leur usage se répandit largement sur les navires. Dans la dédicace de son livre The Seamans Secrets (1595), adressée au lord-grand-amiral, Charles Howard, le premier comte de Nottingham, le navigateur John Davis évoqua « les procédés mécaniques issus des arts mathématiques pour lesquels notre pays est une pépinière d'hommes de première excellence », et il cita « M. Emery Mullenenx pour la fabrication parfaite de globes. »

## Dernières années
Dans les années 1590, Molyneux chercha le soutien d'Élisabeth Ire pour la production d'un canon décrit comme sa « nouvelle invention, pour le tir et l'artillerie, destinée principalement à la guerre navale et à la protection des ports, avec une puissance de feu équivalente à un millier de mousquets et provoquant des feux qu'on ne peut étouffer. » En mars 1593, Molyneux fut publié avec un privilège royal. Deux ans plus tard, le marchand Robert Parkes acheta du charbon, du salpêtre, de la poix, des huiles et des cires pour son compte, sans doute pour le canon. Le 4 novembre 1596 le Conseil privé pressa le Lord Admiral « de parler à Molyneux, Bussy et aux deux Engelberts à propos de leurs machines d'attaque » dans le cadre des mesures de défense de la côte méridionale de l'Angleterre. Il semble que la demande ait été ignorée. Le 27 septembre 1594, la reine gratifia Molyneux de 200 livres et lui accorda une pension de 50 livres. Il choisit de renoncer à cette dernière quand, à une date indéterminée entre mars ou avril 1596 et le 4 juin 1597, lui et sa femme émigrèrent à Amsterdam en Hollande. Wallis a émis l'hypothèse qu'il aurait emporté avec lui les matrices des globes et les aurait vendues à Hondius qui était retourné à Amsterdam en 1593.

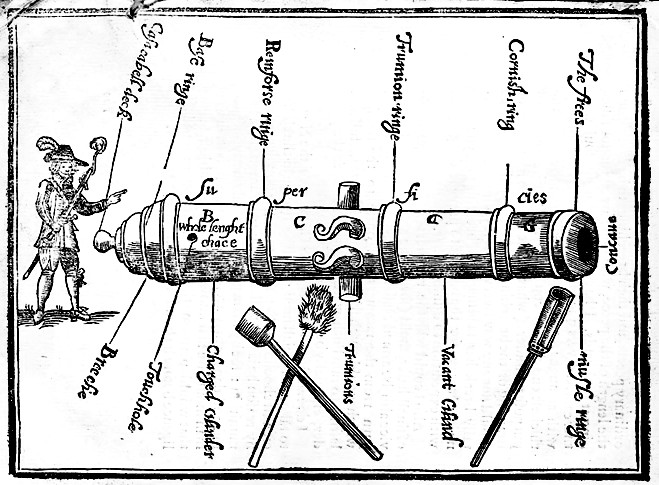
Un schéma de canon tiré du livre de John Roberts The Compleat Cannoniere (1652)

Les raisons qui poussèrent Molyneux à quitter l'Angleterre pour aller en Hollande sont obscures. Le Oxford Dictionary of National Biography suggère que c'était pour être en mesure de diffuser lui-même ses globes auprès des princes européens, Amsterdam s'étant rapidement imposée comme la capitale de la cartographie et de la fabrication de globes. Cependant ceci serait contradictoire avec le fait qu'il ait vendu les matrices des globes à Hondius. Il est possible qu'il ait décidé de se consacrer à la production d'engins d'artillerie. Le 26 janvier 1598, les États généraux, autrement dit le parlement des Provinces-Unies, montra son intérêt pour le canon de Molyneux et lui accorda pour douze ans un privilège sur son invention. Le 6 juin il fit une seconde demande, mais il décéda à Amsterdam presque aussitôt après. Sa femme se vit confier l'administration de ses biens en Angleterre plus tard dans le mois. Il semble que Molyneux soit mort dans la pauvreté car Anne reçut en Hollande une pension de bienfaisance de 50 florins le 9 avril 1599. Apparemment Molyneux mourut sans descendance, et l'industrie anglaise de la fabrication de globes s'éteignit avec lui. Aucun autre globe ne paraît avoir été fabriqué en Angleterre jusqu'à l'arrivée dans les années 1670 des globes de Robert Morden, William Berry, et Joseph Moxon. Néanmoins, plus de quarante ans après la mort de Molyneux, William Sanderson le Jeune écrivit que ses globes étaient « encore en état, les grand et les petits, les célestes et les terrestres, à la fois dans nos universités et nos bibliothèques (ici et par-delà les mers) ».

## Influence

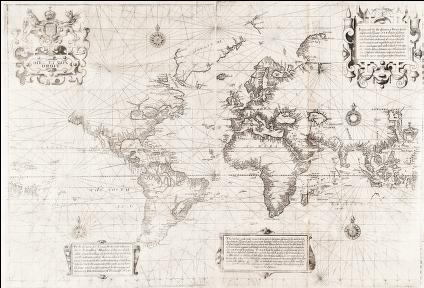
Planisphère selon la projection de Mercator (Chart of the World on Mercator's Projectio) par Edward Wright (vers 1599), également connu sous le nom de carte de Wright–Molyneux

### Cartographie
Dans le deuxième volume de la version fortement enrichie de son livre The Principal Navigations, Voiages, Traffiques and Discoueries of the English Nation (1599), Hakluyt publia ce qui est désormais connu sous le nom de carte de Wright–Molyneux. Créée par Edward Wright à partir du globe terrestre de Molyneux, cette carte fut la première à utiliser les améliorations apportées par Wright à la projection de Mercator.
Ayant probablement acheté les matrices des globes de Molyneux, Jodocus Hondius obtint le 1er avril 1597 un privilège décennal pour fabriquer et commercialiser un globe terrestre. La même année, il publia à Amsterdam une traduction hollandaise du Tractatus de Globis de Hues. Le 31 octobre 1598, malgré une procédure judiciaire lancée par son concurrent le fabricant de globe Jacob van Langeren, Hondius obtint un autre privilège pour dix ans. Il commercialisa ainsi des globes en 1600 et 1601, et ses fils Henricus et Jodocus en commercialisèrent une paire en 1613. Hondius publia également un planisphère en 1608 avec une projection de Mercator. Son lien avec le globe de Molyneux apparaît dans nombre de légendes, noms et contours qui ont dû être directement copiés sur ce globe.
Sur ses globes de 1612, van Langeren intégra les améliorations apportées par Hondius l'Ancien au globe de Molyneux. Il est possible que les globes de Hondius aient également incité Willem Blaeu à commencer en 1616 la fabrication de ses grands globes présentés en 1622. L'œuvre de Molyneux a donc pu indirectement influencer l'évolution de la fabrication des globes en Hollande.

### Culture
L'apparition des globes de Molyneux influença significativement la culture de son époque. Dans La Comédie des erreurs de Shakespeare, écrite entre 1592 et 1594, l'un des protagonistes, Dromio de Syracuse, compare une cuisinière à un globe terrestre : « Aussi large que haute, elle est sphérique comme un globe. Je pourrais découvrir des pays en elle. » La plaisanterie fait mouche parce que les globes sont connus, Shakespeare ayant pu en voir lui-même. Le dramaturge élisabéthain Thomas Dekker écrivit dans une de ses pièces publiée dans The Gull's Horn-book (1609) :

« Quel excellent ouvrier, donc, celui qui pourrait recréer le globe à partir d'un nouveau moule. Et pas pour qu'il ressemble à celui de Molyneux, avec sa forme ronde lavée et lustrée au blanc d'œuf, mais plat comme il l'était à l'origine, avec les anciens cercles, lignes, parallèles et figures. »

Il semble que la troupe du Lord Chambellan, la compagnie théâtrale au sein de laquelle Shakespeare travailla comme acteur et auteur pendant l'essentiel de sa carrière, ait nommé son lieu de représentation, construit en 1599, le théâtre du Globe en référence à l'enthousiasme croissant pour les globes terrestres et célestes provoqué par ceux de Molyneux.
Dans La Nuit des rois (1600–1601), Shakespeare fait une allusion à la carte de Wright–Molyneux quand Maria dit de Malvolio : « Son sourire marque tant son visage qu'il se couvre de plus de lignes qu'il n'y en a sur la nouvelle carte qui s'étend jusqu'aux Indes. »

## Globes aujourd'hui
À peine six globes de Molyneux ont été conservés, deux terrestres et quatre célestes. Trois globes célestes se trouvent en Allemagne, dans les villes de Zerbst, Nuremberg (au Germanisches Nationalmuseum) et Cassel (musée régional de la Hesse). Le musée régional de la Hesse possédait autrefois un globe terrestre de 1592 mais il semble avoir été détruit lors de la Seconde Guerre mondiale. Trois globes sont conservés en Angleterre : une paire constituée d'un globe terrestre et d'un globe céleste est la propriété de Middle Temple à Londres qui les expose dans sa bibliothèque, tandis qu'un dernier globe terrestre est à Petworth House, à Petworth dans le Sussex de l'Ouest.

### Globe de Petworth House

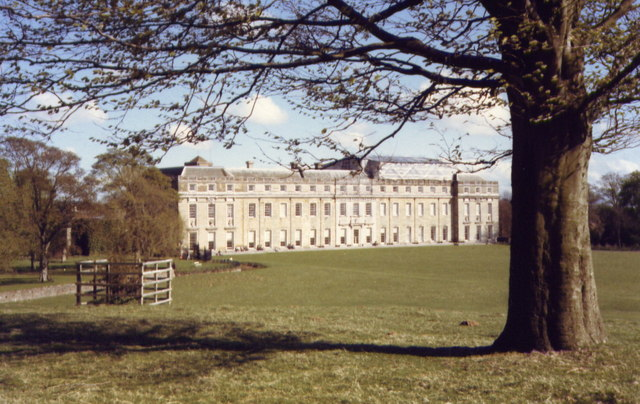
Petworth House, dans le Sussex de l'Ouest, en 1986

Un globe terrestre a été découvert en juillet 1949 dans la bibliothèque de Lord Leconfield à la Petworth House de Petworth, dans le Sussex de l'Ouest. D'après la tradition rapportée par la famille Wyndham, qui descend d'Henry Percy, le 9e comte de Northumberland, le globe appartenait à Sir Walter Raleigh, qui le donna au comte alors qu'ils étaient emprisonnés ensemble dans la tour de Londres. Percy, surnommé le « comte mage » en raison de son intérêt pour les expériences scientifiques et alchimiques et de sa bibliothèque, était suspecté d'être impliqué dans la conspiration des poudres de 1605 car son parent Thomas Percy se trouvait parmi les comploteurs. Jacques Ier fit emprisonné Raleigh dans la tour en raison de son implication supposée dans le complot du Maine. Bien que cette théorie s'appuie sur des indices concordants, un certain nombre d'éléments des comptes de Northumberland se rapportant à la réparation des globes, dont l'une date de 1596, suggèrent que le globe de Molyneux était la propriété du comte dès le départ et n'appartenait pas à Raleigh. Cependant le globe a presque certainement passé des années dans la tour avant son transfert à Petworth House, où le comte était confiné depuis sa sortie de prison en 1621.
Le globe de Petworth House, actuellement dans la galerie nord, est le seul globe terrestre de Molyneux ayant conservé son état original de 1592. En 1952, l'un des grands globes de Molyneux, d'une quarantaine de centimètres de diamètre, était en mauvais état malgré sa restauration par le British Museum l'année précédente. L'hémisphère nord était assombrie par la saleté et très usé par endroits, à tel point qu'il en devenait difficile à lire. Certaines parties, ainsi que de larges portions de l'hémisphère sud, sont totalement manquantes. Le travail de restauration révéla que le globe était lesté avec du sable et confectionné avec plusieurs couches de petits morceaux de papier recouverts d'une pellicule de plâtre d'environ trois millimètres d'épaisseur. Au-dessus d'elle se trouve une autre couche de papier sur laquelle les quartiers sont collés. Le globe conserve son cercle d'horizon en bois et l'anneau de méridien de cuivre, mais son cercle et son index horaires manquent. Une nouvelle restauration a été entreprise entre 1995 et 1997. Le globe a été exposé à la Royal Geographical Society en 1951 et 1952.

### Globes de Middle Temple

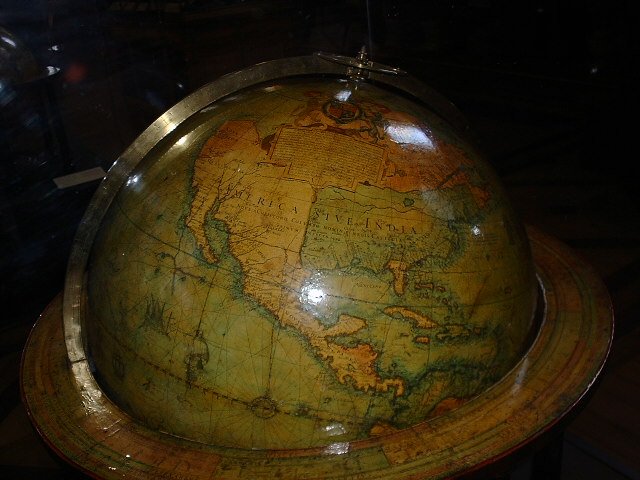
Globe terrestre de Molyneux lors d'une exposition temporaire au British Museum le 27 novembre 2006

Une facture datée du 11 avril 1717 pour une réparation du globe dans la bibliothèque est la plus ancienne trace de l'appartenance des globes terrestre et céleste à Middle Temple, une Inn of Court, autrement dit un établissement qui forme les avocats. Selon Markham, Robert Ashley (1565–1641), un barrister (avocat) de  Middle Temple qui était également passionné de géographie, avait légué les globes par testament à la Inn of Court, en même temps que ses livres. Ces dernières formèrent le noyau de la première bibliothèque de l'établissement, et parmi eux se trouvaient des copies de la seconde édition du Tractatus de Globis de Hues ainsi que d'autres travaux de cosmographie. Cependant, Wallis affirme que la théorie de Markham ne repose sur aucune preuve connue et les globes ne sont pas mentionnés dans le testament. Elle pense qu'ils ont été probablement achetés par Middle Temple lors de leur sortie en 1603.
Le globe céleste est daté 1592, mais le globe terrestre porte l'année 1603, ce qui en fait le seul exemplaire de ce type. Wallis avance l'hypothèse que les globes ont été fabriqués par Hondius à Amsterdam en 1603 pour un acheteur anglais, peut-être Middle Temple lui-même. Le globe céleste a été réalisé avec les matrices d'impression de 1592, alors que le globe terrestre l'a été avec des planches révisées et marquées 1603. Le globe terrestre de Middle Temple diffère de celui de Petworth House, daté de 1592, par l'ajout des découvertes de Raleigh en Guyane et de nouveaux noms de lieux au Brésil, au Pérou et en Afrique, ainsi qu'une île marquée Corée au large des côtes chinoises. La modification la plus importante concerne le passage du Nord-Est pour tenir compte des connaissances apportées par le troisième voyage de Willem Barentsz en Nouvelle-Zemble en 1596. Il semble que les corrections apportées sur les matrices originales de Molyneux aient été effectuées vers 1597 car elles n'incluent aucune découverte postérieure. Il est possible que Molyneux ait aidé Hondius à réviser les matrices en 1596 ou 1597. Par exemple, si Hondius a eu en mains la carte de la Guyane établie par Raleigh, Molyneux était le mieux placé pour la lui fournir. Contrairement au globe de Petworth House, celui de Middle Temple possède une épaisse couche de vernis. Celui-ci pourrait avoir été appliqué pour la première fois en 1818 quand les globes ont été réparés par J. et W. Newton, et ils ont été certainement vernis par l'entreprise Holland Hannen & Cubitts durant l'entretien de 1930.

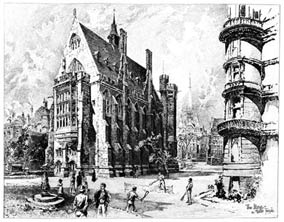
Dessin de la bibliothèque de Middle Temple en 1892 par Herbert Railton

Au début de la Seconde Guerre mondiale, les globes furent envoyés à Beaconsfield et stockés avec une partie de la collection Wallace à Hall Barn, confiés aux bons soins de Lady Burnham. Ils furent rapatriés à Londres en 1945 et conservés à la King's Library du British Museum à qui ils avaient été prêtés,. Les globes furent installés dans la bibliothèque de Middle Temple, leur emplacement actuel, lorsque le bâtiment abritant la nouvelle bibliothèque ouvrit ses portes en 1958. En 2003, ils furent prêtés au National Maritime Museum pour une exposition commémorant la vie d'Élisabeth Ire.
En 2004, Middle Temple proposa de vendre les globes de Molyneux, estimés à plus d'un million de livres, pour créer un fonds à destination des étudiants nécessiteux qui se destinent à devenir avocats. Ses sociétaires, à une large majorité, se prononcèrent finalement contre une telle transaction. Le sentiment général était également qu'il était préférable que les globes fussent davantage accessibles à ceux qui souhaitaient les voir.
Les globes de Molyneux conservés à Middle Temple sont l'objet d'un projet qui doit aboutir à un livre, The Molyneux Globes: Mathematical Practice and Theory, par Lesley B. Cormack, professeur d'histoire à l'université d'Alberta. Le projet s'intéresse à la communauté formée par les mathématiciens, les philosophes naturels, les fabricants d'instruments et les gentilshommes-musiciens qui s'est développée autour de la création des globes de Molyneux, et particulièrement à l'histoire de quatre hommes qui écrivirent des traités sur les globes ainsi qu'à la communauté des mathématiciens.

### Globe du musée régional de la Hesse
Les globes de Molyneux présents au Musée régional de la Hesse de Cassel proviennent de la collection de Guillaume IV (Guillaume le Sage), le landgrave de Hesse-Cassel, l'un des pionniers de la recherche astronomique. Guillaume étant mort en 1592, c'est probablement son fils et successeur, Maurice, qui a acheté les globes pour la collection. Ils sont mentionnés pour la première fois en 1765 dans l'inventaire de la Mathematische Kammer (Chambre des Mathématiques) de la Fürstliches Kunsthaus (Galerie d'art princière) à Cassel, durant le règne du landgrave Frederick III. Seul le globe céleste subsiste aujourd'hui, le globe terrestre ayant été vraisemblablement détruit lors de la Seconde Guerre mondiale.

## Ouvrages anciens sur les globes de Molyneux
- Thomas Hood, The Vse of both the Globes, Celestiall, and Terrestriall most Plainely Deliuered in Forme of a Dialogue. Containing most Pleasant, and Profitable Conclusions for the Mariner, and Generally for all those, that are Addicted to these Kinde of Mathematicall Instrumentes. VVritten by T. Hood Mathematicall Lecturer in the Citie of London, sometime Fellow of Trinitie Colledge in Cambridge, Londres, Imprinted ... at the three Cranes in the Vintree, by Thomas Dawson, 1592 (OCLC 222243462). Une réimpression moderne existe :
  - Thomas Hood, The Use of Both the Globes, Celestiall and Terrestriall, Amsterdam; New York, N.Y., Theatrum Orbis Terrarum; Da Capo Press, 1971 (ISBN 978-90-221-0389-0).

- Robert Hues, Tractatus de globis et eorum usu: accommodatus iis qui Londini editi sunt anno 1593, sumptibus Gulielmi Sandersoni civis Londinensis, conscriptus à Roberto Hues [Treatise on Globes and their Use: Adapted to those which have been Published in London in the Year 1593, at the Expense of William Sanderson, a London Resident, Written by Robert Hues], Londres, In ædibus Thomæ Dawson chez Thomas Dawson, 1594 (OCLC 61370973) (en latin). In-octavo. Ce livre connut à l'époque douze éditions, en flamand (1597, 1613 et 1622), anglais (1638 et 1659), français (1618) et latin (1611, 1613, 1617, 1627, 1659 et 1663)[92], et il existe une réimpression moderne de la version en anglais :
  - Robert Hues et Clements R. (ed.) Markham, Tractatus de globis et eorum usu: A Treatise Descriptive of the Globes Constructed by Emery Molyneux and Published in 1592 [Hakluyt Society, 1st ser., pt. II, no. 79a], Londres, Hakluyt Society, 1889 (OCLC 149869781, lire en ligne).

- Thomas Blundeville, M. Blundevile His Exercises containing Sixe Treatises, the Titles wherof are Set Down in the Next Printed Page : Which Treatises are Verie Necessarie to be Read and Learned of all Yoong Gentlemen that haue not bene Exercised in such Disciplines, and yet are Desirous to haue Knowledge as well in Cosmographie, Astronomie, and Geographie, as also in the Arte of Navigation ... To the Furtherance of which Arte of Navigation, the said M. Blundevile Speciallie Wrote the said Treatises and of Meere Good Will doth Dedicate the same to all the Young Gentlemen of this Realme, Londres, Printed by Iohn Windet, dwelling at the signe of the crosse Keies, neere Paules wharffe, and are there to be solde, 1594 (OCLC 55186822). De nouvelles éditions furent publiées, notamment celles de 1606 (3e), 1613 (4e), 1636 (7e) et 1638 (7e, « corrected and somewhat enlarged » [« revue et sensiblement enrichie »]). Le livre contient (pp. 515–519 de la 7e édition) une description des globes de Molyneux et un compte rendu du tour du monde de Francis Drake.

- Edward Wright, Certaine Errors in Navigation : Arising either of the Ordinarie Erroneous Making or Vsing of the Sea Chart, Compasse, Crosse Staffe, and Tables of Declination of the Sunne, and Fixed Starres Detected and Corrected, Londres, Printed ... by Valentine Sims, 1599. Une autre version du livre, publiée la même année, portait en page de titre : Edward Wright, Errors in nauigation 1 Error of two, or three whole points of the compas, and more somtimes, by reason of making the sea-chart after the accustomed maner ... 2 Error of one whole point, and more many times, by neglecting the variation of the compasse. 3 Error of a degree and more sometimes, in the vse of the crosse staffe ... 4 Error of 11. or 12. minures [sic] in the declination of the sunne, as it is set foorth in the regiments most commonly vsed among mariners: and consequently error of halfe a degree in the place of the sunne. 5 Error of halfe a degree, yea an whole degree and more many times in the declinations of the principall fixed starres, set forth to be obserued by mariners at sea. Detected and corrected by often and diligent obseruation. Whereto is adioyned, the right H. the Earle of Cumberland his voyage to the Azores in the yeere 1589. wherin were taken 19. Spanish and Leaguers ships, together with the towne and platforme of Fayal, Londres, Printed ... [by Valentine Simmes and W. White] for Ed. Agas, 1599 (OCLC 55176994). L'ouvrage évoque l'utilisation des globes terrestres et célestes de Molyneux. Deux autres éditions ont été publiées en 1610 et 1657, et le livre a fait l'objet d'une réimpression moderne :
  - Edward Wright, Certaine errors in navigation; the voyage of ... George Earle of Cumberl. to the Azores, Amsterdam; Norwood, N.J., Theatrum Orbis Terrarum; Walter J. Johnson, 1974 (OCLC 1359008).

#### Articles et chapitres de livres
- (en) R.M. Fisher, « William Crashawe and the Middle Temple Globes 1605–15 », The Geographical Journal, vol. 140, no 1,‎ février 1974, p. 105–112 (DOI 10.2307/1797012).
- (en) Anna Maria Crinò et Helen Wallis, « New researches on the Molyneux globes », Der Globusfreund, vol. 35,‎ 1987, p. 1120.
- (en) Helen Margaret Wallis, « Opera mundi: Emery Molyneux, Jodocus Hondius and the first English globes », Theatrum Orbis Librorum: Liber Amicorum Presented to Nico Israel..., Utrecht, HES,‎ 1989 (ISBN 978-90-6194-367-9).
- (en) Peter Barber, « Was Elizabeth I interested in maps – and did it matter? », Transactions of the Royal Historical Society, vol. 14,‎ 2004, p. 185–198 (DOI 10.1017/S0080440104000131).
- (en) Anita McConnell, « Scientific instrument makers », Oxford Dictionary of National Biography, online ed,‎ janvier 2006; édition en ligne mai 2007 (lire en ligne, consulté le 28 janvier 2008)
- (en) Adam Max Cohen, « Englishing the globe: Molyneux's globes and Shakespeare's theatrical career », The Sixteenth Century Journal, vol. 37, no 4,‎ hiver 2006, p. 963–984.
- (en) Zachary Lesser, « Shakespeare and Technology: Dramatizing Early Modern Technological Revolutions. By Adam Max Cohen [book review] », The Review of English Studies, vol. 58, no 233,‎ 2007, p. 97–99 (DOI 10.1093/res/hgm019).
- Markham, Clements R., "Introduction", dans Robert Hues et Clements R., ed. Markham, Tractatus de globis et eorum usu : A Treatise Descriptive of the Globes Constructed by Emery Molyneux and Published in 1592 (Hakluyt Society, 1st ser., pt. II, no. 79a), Londres, Hakluyt Society, 1889 (OCLC 149869781, lire en ligne).
- Susan M. Maxwell, « Molyneux, Emery (d. 1598) », Oxford Dictionary of National Biography, Oxford, Oxford University Press,‎ septembre 2004 (DOI 10.1093/ref:odnb/50911).
- Helen Wallis
  - (en) « The use of terrestrial and celestial globes in England », Actes du XI Congres International d'Histoire des Sciences, Wroclaw, Londres,‎ 1968, p. 204–212.
  - « The first English globe: A recent discovery », The Geographical Journal, vol. 117,‎ 1951, p. 275–290 (DOI 10.2307/1791852).
  - « A newly-discovered Molyneux globe », Imago Mundi, vol. 9,‎ 1952, p. 78 (DOI 10.1080/03085695208592012).
  - « Further light on the Molyneux globes », The Geographical Journal, vol. 121,‎ 1955, p. 304–311 (DOI 10.2307/1790894).
  - « Globes in England up to 1660 », Geographical Magazine, vol. 35,‎ 1962, p. 267–279.

#### Ouvrages
- John Bruce Williamson, Catalogue of silver plate; the property of the Hon. Society of the Middle Temple with notes and illustrations, including some particulars regarding the Molyneux globes, Londres, Printed by Bonner, 1930 (OCLC 901552).
- John Bruce Williamson, Notes on the Molyneux Globes, Londres, Honourable Society of the Middle Temple, 1930 (OCLC 9845317).